# Cossonus linearis
Cossonus linearis är en skalbaggsart som först beskrevs av Fabricius 1775.  Cossonus linearis ingår i släktet Cossonus, och familjen vivlar. Arten är reproducerande i Sverige.

## Bildgalleri

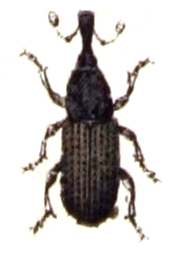
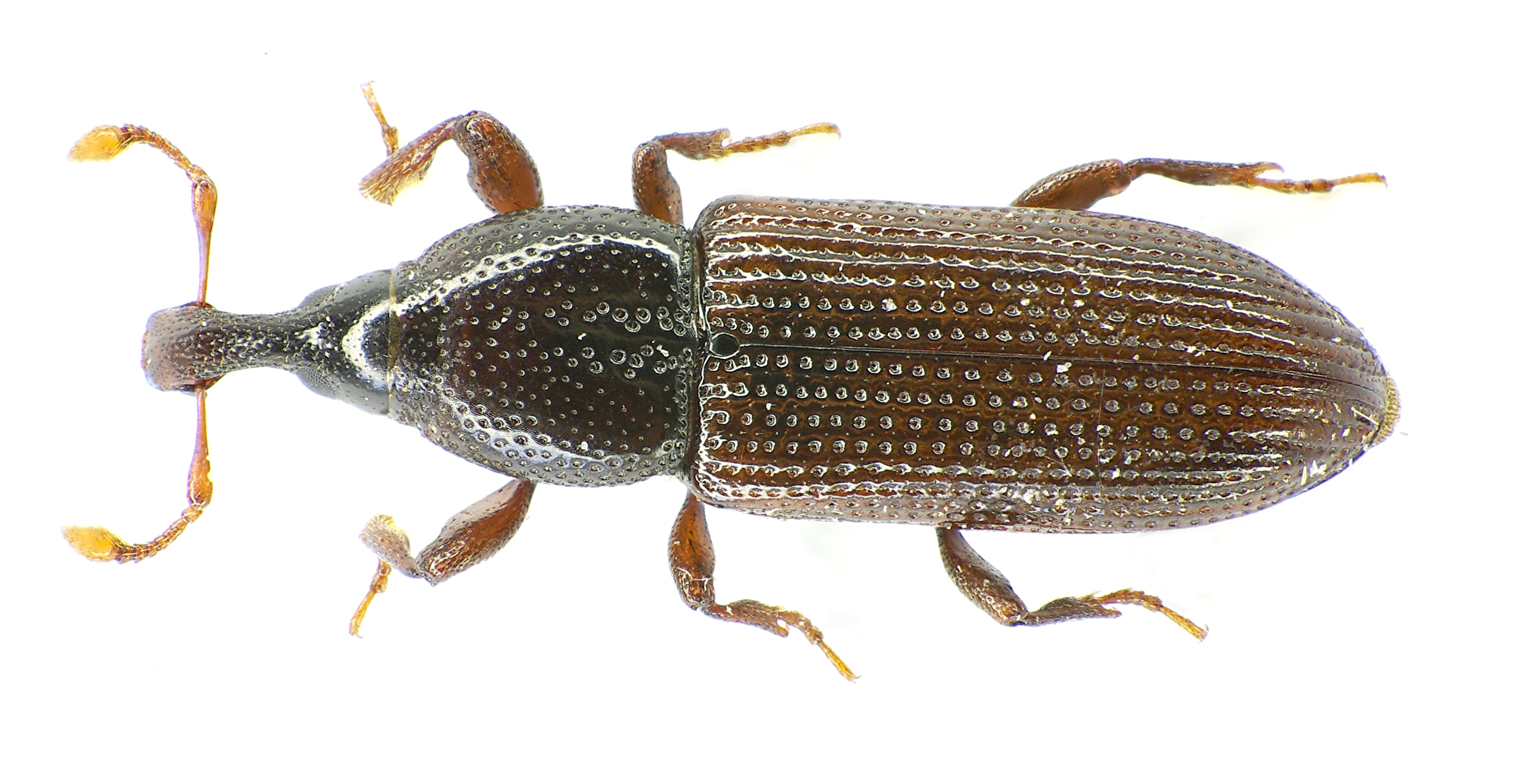
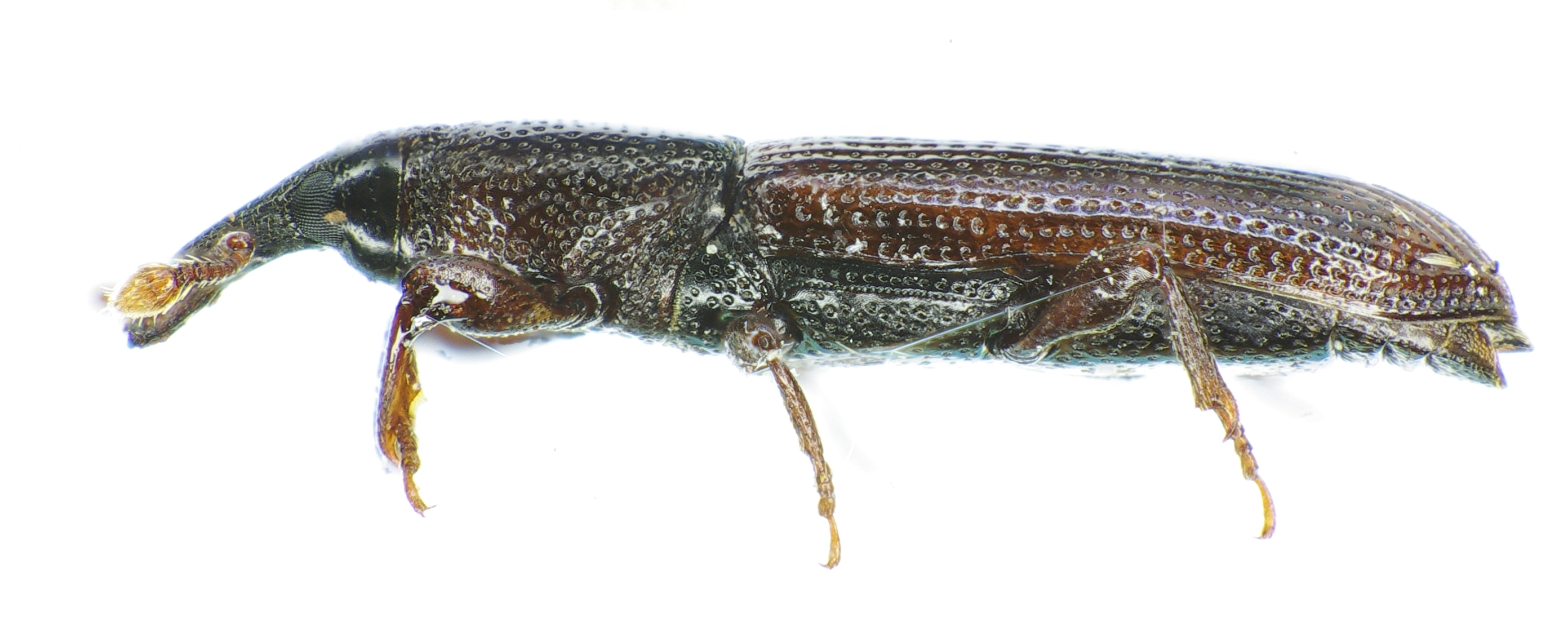
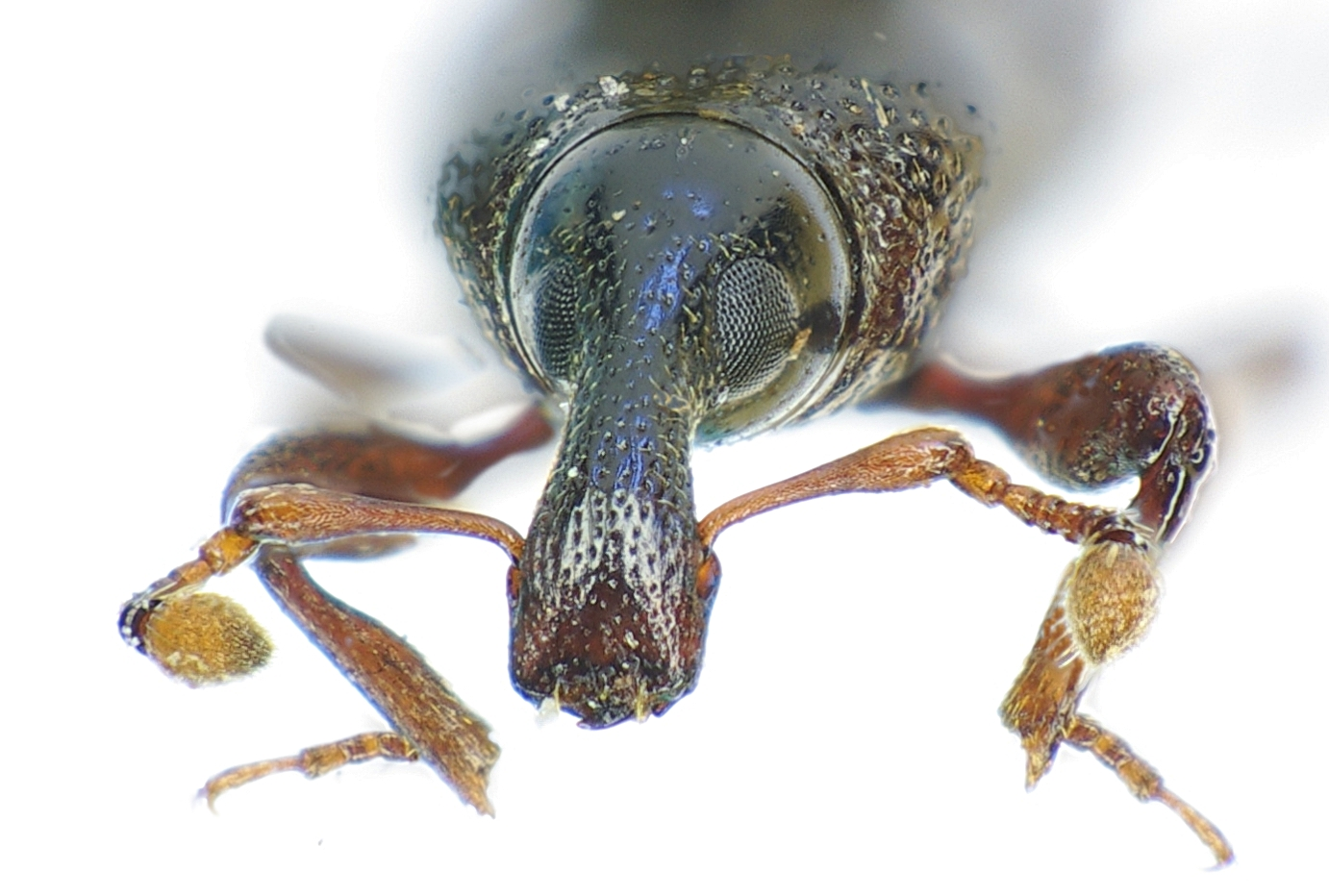
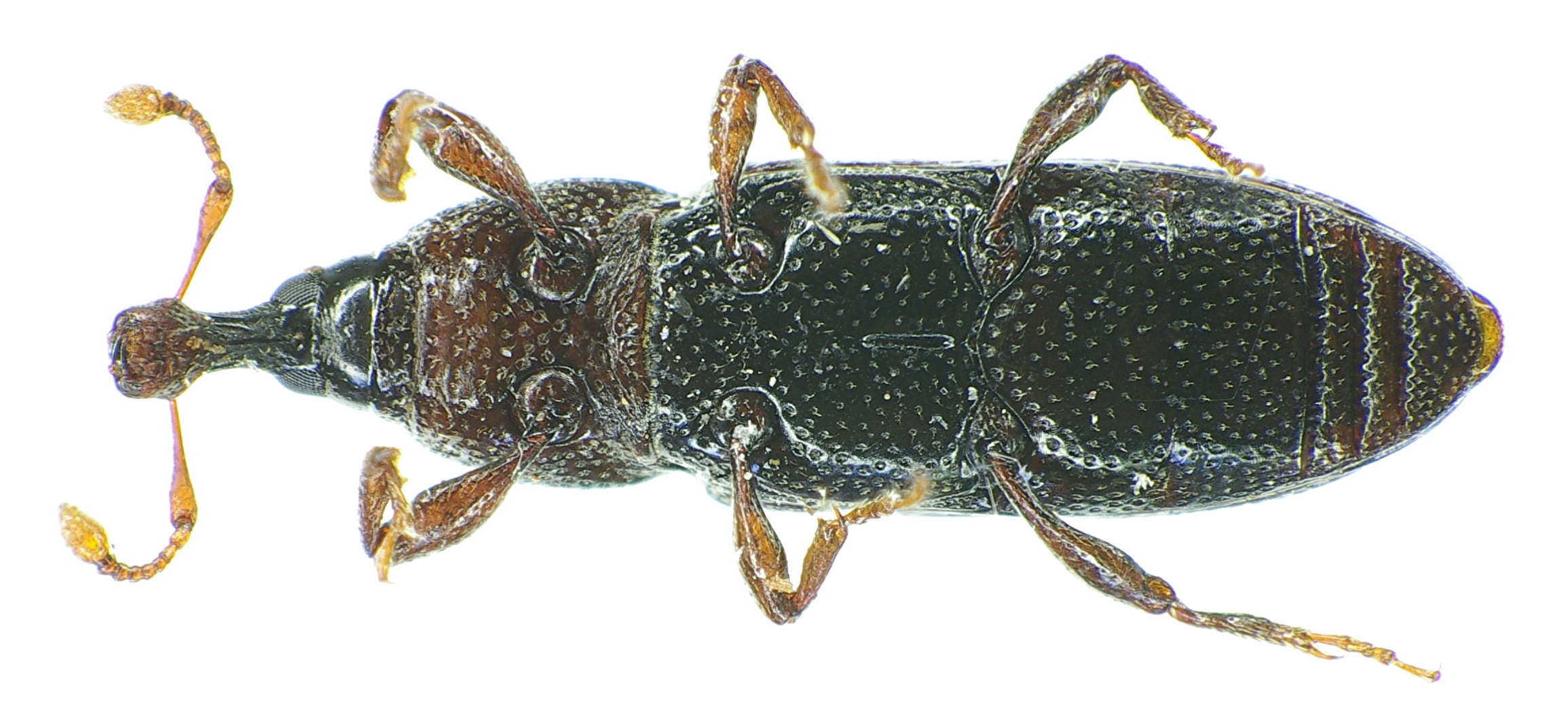
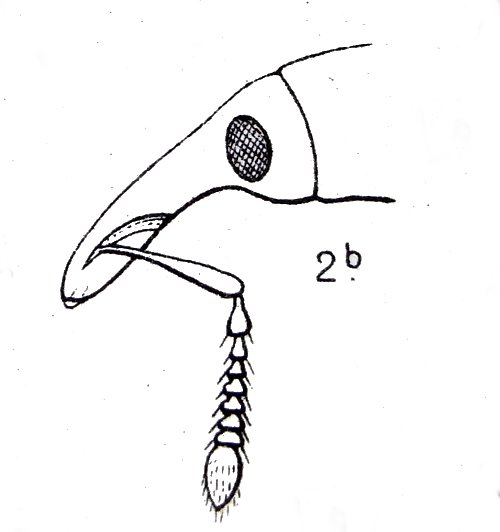